# Караджово
Караджово (болг. Караджово) — село в Болгарии. Находится в Пловдивской области, входит в общину Садово. Население составляет 1 007 человек.

## Политическая ситуация
В местном кметстве Караджово, в состав которого входит Караджово, должность кмета (старосты) исполняет Димитр Филипов Димитров (Болгарская социалистическая партия (БСП)) по результатам выборов правления кметства.
Кмет (мэр) общины Садово — Марин Драганов Йосифов (инициативный комитет) по результатам выборов в правление общины.